# ФК Пролетер Враново
Фудбалски клуб Пролетер је српски фудбалски клуб из Вранова. Тренутно се такмичи у Српској лиги Запад, трећем такмичарском нивоу српског фудбала.

## Историја
Клуб је основан 15. јула 1947. године под називом „В.С.К. (Врановски спортски клуб)“, али је већ неколико месеци касније преименован у „Пролетер“.

## Новији резултати
| Сезона   | Ранг | Лига                    | Позиција | ИГ | Д  | Н | П  | ГД  | ГП | ГР  | Бод | Куп                  |
| -------- | ---- | ----------------------- | -------- | -- | -- | - | -- | --- | -- | --- | --- | -------------------- |
| 2012/13. | 5    | Подунавска окружна лига | 8.       | 30 | 13 | 3 | 14 | 50  | 54 | -4  | 42  | Није се квалификовао |
| 2013/14. | 5    | Подунавска окружна лига | 4.       | 30 | 13 | 7 | 10 | 69  | 56 | +13 | 46  | Није се квалификовао |
| 2014/15. | 5    | Подунавска окружна лига | 1.       | 30 | 28 | 1 | 1  | 103 | 10 | +93 | 85  | Није се квалификовао |
| 2015/16. | 4    | Зона Дунав              | 3.       | 28 | 15 | 7 | 6  | 70  | 31 | +39 | 52  | Није се квалификовао |
| 2016/17. | 4    | Зона Дунав              | 1.       | 28 | 20 | 4 | 4  | 58  | 24 | +34 | 64  | Није се квалификовао |
| 2017/18. | 3    | Српска лига Запад       | -        | -  | -  | - | -  | -   | -  | -   | -   | Није се квалификовао |